# Кусинада-химэ
Кусинада-химэ (яп. クシナダヒメ; Кодзики: 櫛名田比売 Нихон сёки:奇稲田姫) — в японской мифологии женская ками, жена бога Сусаноо. Дочь земного бога Асинадзути и его жены — Тэнадзути. Её имя представляет собой каламбур, так как может означать как «дева из Инада» так и «дева-гребень» («куси» также переводится как «гребень»).
В «Кодзики» и «Нихонги» фигурирует в мифе о единоборстве Сусаноо со змеем Ямата-но-Ороти. Богиню, которую родители должны были отдать змею, он превратил в гребень и спрятал в свою причёску. После победы над змеем Сусаноо стал искать место в крае Идзумо где он мог бы построить дворец, нашёл он его в земле Суга (яп. 須賀), там Сусаноо женился на Кусинада-химэ.
В «Кодзики» рассказывается что Суссаноо, по случаю своей свадьбы, сложил песню:
| Японский                                             |  | Транскрипция                                                     |  | Русский[2] |  |
| ---------------------------------------------------- |  | ---------------------------------------------------------------- |  | --- |  |
| 八雲立つ 出雲八重垣 妻籠みに 八重垣作る その八重垣を |  | якумо тацу идзумо яэгаки цумагоми ни яэгаки цукуру соно яэгаки о |  | Восемь гряд облаков Над Идзумо простираются, Где возвожу я для милой Покои в восемь оград Эти покои в восемь оград! |  |
Эта песня считается началом началом японской поэзии-вака.
В дальнейшем у Сусаноо и Кусинада-химэ было множество детей, среди которых был и Ясимасинуми который упоминается как предок Окунинуси, Великого хозяина страны.
Кусинада-химэ является почитаемым божеством во многих храмах связанных с Сусаноо, например в храме Ясака в Киото, Храме Наконо в Нагое, Храме Яэгаки в префектуре Симане.